# Rebecca Giddens
Rebecca Giddens (* 19. September 1977 in Green Bay als Rebecca Bennett) ist eine ehemalige US-amerikanische Kanutin.

## Karriere
Rebecca Giddens gewann 1999 im Einer-Kajak im Kanuslalom ihre erste internationale Medaille bei den Weltmeisterschaften in La Seu d’Urgell. Sie sicherte sich mit der Mannschaft die Silbermedaille. Ein Jahr darauf gab sie in Sydney ihr Olympiadebüt, das sie mit 256,69 Punkten auf dem siebten Platz beendete. Ihren bis dahin größten Erfolg erzielte sie schließlich 2002 in Bourg-Saint-Maurice mit dem Titelgewinn bei den Weltmeisterschaften im Einer-Kajak.
Auch 2003 platzierte sie sich als Drittplatzierte in Augsburg auf dem WM-Podest. Bei den Olympischen Spielen 2004 in Athen zog Giddens nach einem fünften Platz im Vorlauf und einem vierten Platz im Halbfinale in den Endlauf ein. Dieses schloss sie mit 214,62 Gesamtpunkten auf dem zweiten Platz hinter der Slowakin Elena Kaliská und vor der Britin Helen Reeves ab, womit sie die Silbermedaille gewann. In ihrem Karriereverlauf sicherte sich Giddens zudem vier Weltcup-Siege.
Giddens hat einen Abschluss von der Georgia State University. Sie heiratete ihren Trainer Eric Giddens, ebenfalls ein olympischer Kanute, mit dem sie zwei Töchter hat. Die Familie lebt in Kernville, wo das Paar eine Brauerei betreibt.